# Bolascopio
Un bolascopio es un telescopio newtoniano cuyo sistema de orientación y movimiento para localizar un objeto en el cielo, se realiza mediante el giro de la estructura soportada por una esfera, sostenida sobre tres puntos de apoyo o una plataforma móvil, quedando en equilibrio durante la observación.

## Antecedentes
A lo largo de la historia el ser humano ha intentado localizar, identificar e interpretar el firmamento, las estrellas, planetas y galaxias. En la Edad de los Metales, el megalitismo orientaba los dólmenes y tholos hacia la salida del Sol en los equinoccios.
Arquímides de Siracusa (c. 287 a. C. – c. 212 a. C.) comentaba que si disponía de un punto de apoyo movería el mundo. Está claro que la disposición de elementos naturales o artificiales que contribuyan a posicionarnos físicamente en la observación del universo ha favorecido el avance científico.
Un referente al bolascopio fue el telescopio propuesto por Isaac Newton en el siglo XVII, establecía un sistema óptico formado por un espejo como primario y orientado debido a su movimiento sobre una esfera.

## Historia
A partir de los años 1960, John Lowry Dobson diseñó un telescopio reflector newtoniano portátil, situando el espejo primario en una caja compacta, usando una montura altazimutal. Con el auge de la construcción de telescopios por aficionados,  en esa época y las ventajas del uso de espejos con grandes aperturas,  condicionaron la utilización y fabricación de esas estructuras ligeras realizadas por aficionados.
Más recientemente Mel Martels propuso un modelo de montura de telescopio innovador que hace referencia una montura novedosa. Su sistema de giro se realizaba a través de una esfera.
Actualmente es posible de conocer su fabricación y funcionamiento a través de manuales y libros especializados cabe destacar "Amateur telescope making" de Tonkin, Stephen F.